# 画眉草状早熟禾
画眉草状早熟禾（学名：Poa eragrostioides）为禾本科早熟禾属下的一个种。